# Соломина, Варвара Михайловна
Варва́ра Миха́йловна Соло́мина (по мужу; урождённая Иванова; Иванова-Дункель) (1862, Иркутск — 9 июня 1903, Иркутск) — русская оперная певица (сопрано), артистка оперетты. В 1880-х годах выступала в Иркутской опере в антрепризе А. А. Фадеева, затем в опереточных труппах Москвы (антреприза М. Лентовского), Воронежа, Симбирска, Киева, Одессы. В 1903 году пела в оперной труппе в Порт-Артуре. Пользовалась успехом в опереттах «Цыганский барон» И. Штрауса, «Хаджи-Мурат» И. Деккер-Шенка, «Адская любовь» А. Гризара. В оперном репертуаре ей особенно удавалась партия Гальки в одноимённой опере С. Монюшко, впоследствии оказавшаяся для неё роковой.
На спектакле «Галька» в Порт-Артуре она получила серьёзную травму и 9 июня 1903 года умерла в Иркутске.